# Bleekgestreepte meldekokermot
De bleekgestreepte meldekokermot (Coleophora versurella) is een vlinder uit de familie van de kokermotten (Coleophoridae). De wetenschappelijke naam van de soort werd in 1849 gepubliceerd door Philipp Christoph Zeller.
De soort komt voor in een groot deel van het Palearctisch gebied.

## Synoniemen
- Coleophora nivifera Meyrick, 1930[1]
- Coleophora enchorda Meyrick, 1931[2]